# Walachai
Walachai, às vezes também chamado de Walachei, é um povoado do município de Morro Reuter, no estado do Rio Grande do Sul, formado principalmente por descendentes de imigrantes alemães. A maioria dos moradores aprende o dialeto germânico hunsriqueano riograndense como língua materna e, posteriormente, aprende o idioma português na escola. A região fica localizada a pouco mais de 100 km da capital do estado, Porto Alegre.

## História

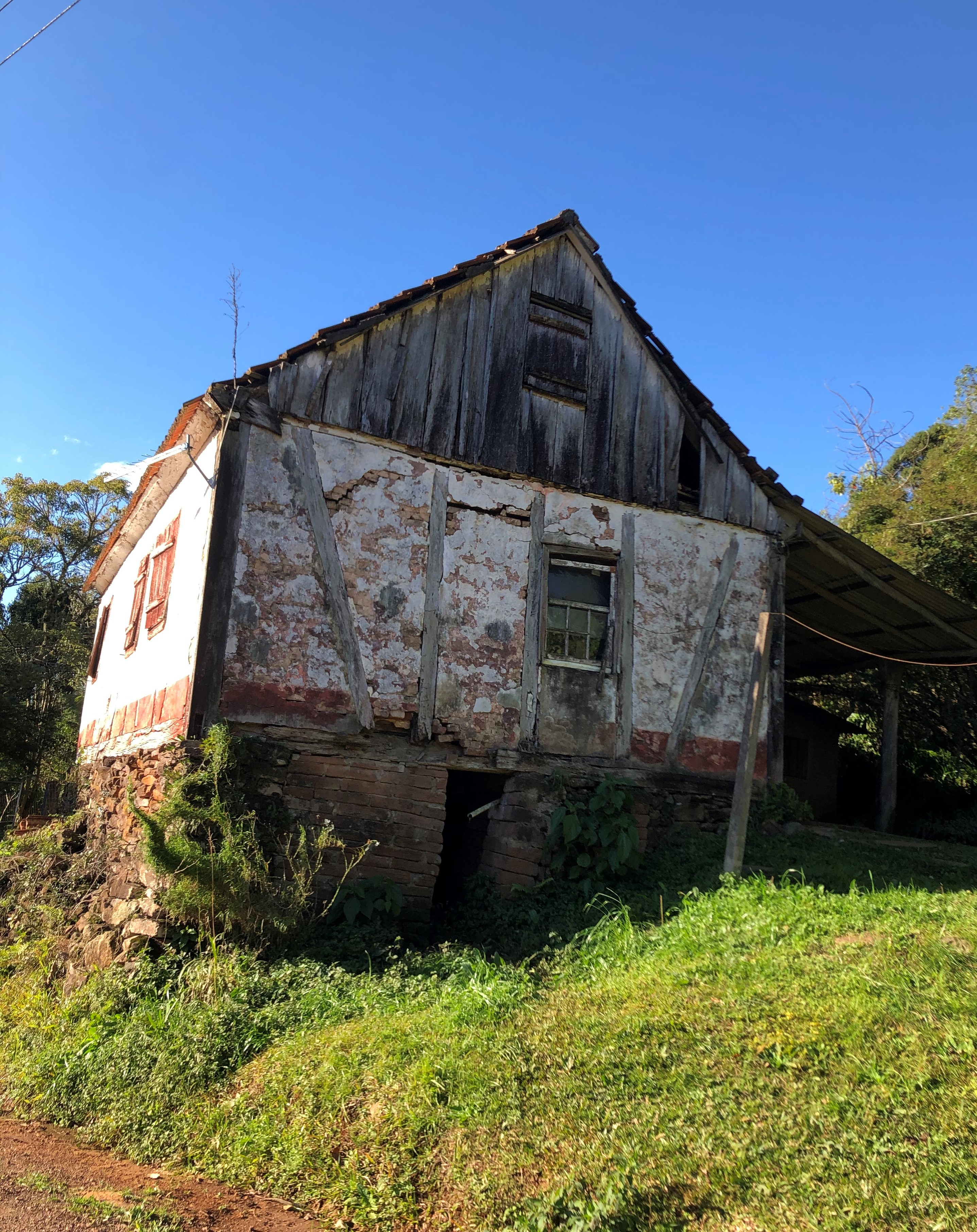
Casa antiga na Rua do Batatenthal, em Walachai, em 2021.

Foi fundado pelo imigrante Matthias Mombach, proveniente de Echternach, em Luxemburgo. Mathias era guarda pessoal de Napoleão Bonaparte, um dos motivos pelo qual ganhou do imperador a Cruz de Ferro, maior condecoração que um soldado poderia receber em sua época. Mathias lutou na Rússia e na batalha de Waterloo. Após a derrota de Napoleão, veio para o Brasil com sua esposa e seus filhos, ajudando junto com Dr. Daniel Hillebrand a proteger a cidade de Dois Irmãos contra os revolucionários a favor da Revolução Farroupilha. Matthias também defendeu a comunidade de Walachai dos constantes ataques dos bugres, motivo pelo qual foi apelidado de "general" pelos moradores da localidade. Morreu aos 93 anos deixando uma numerosa descendência no Rio Grande do Sul, Santa Catarina e Paraná.
Um documentário sobre a região foi gravado em 2009, dirigido pela cineasta gaúcha Rejane Zilles, que nasceu no lugar e saiu de lá com apenas 9 anos de idade. Ela narra todos os acontecimentos durante o filme, no qual mostra a vida diária de vários moradores locais e o que eles sentem em relação a sua identidade.

## Patrimônio histórico

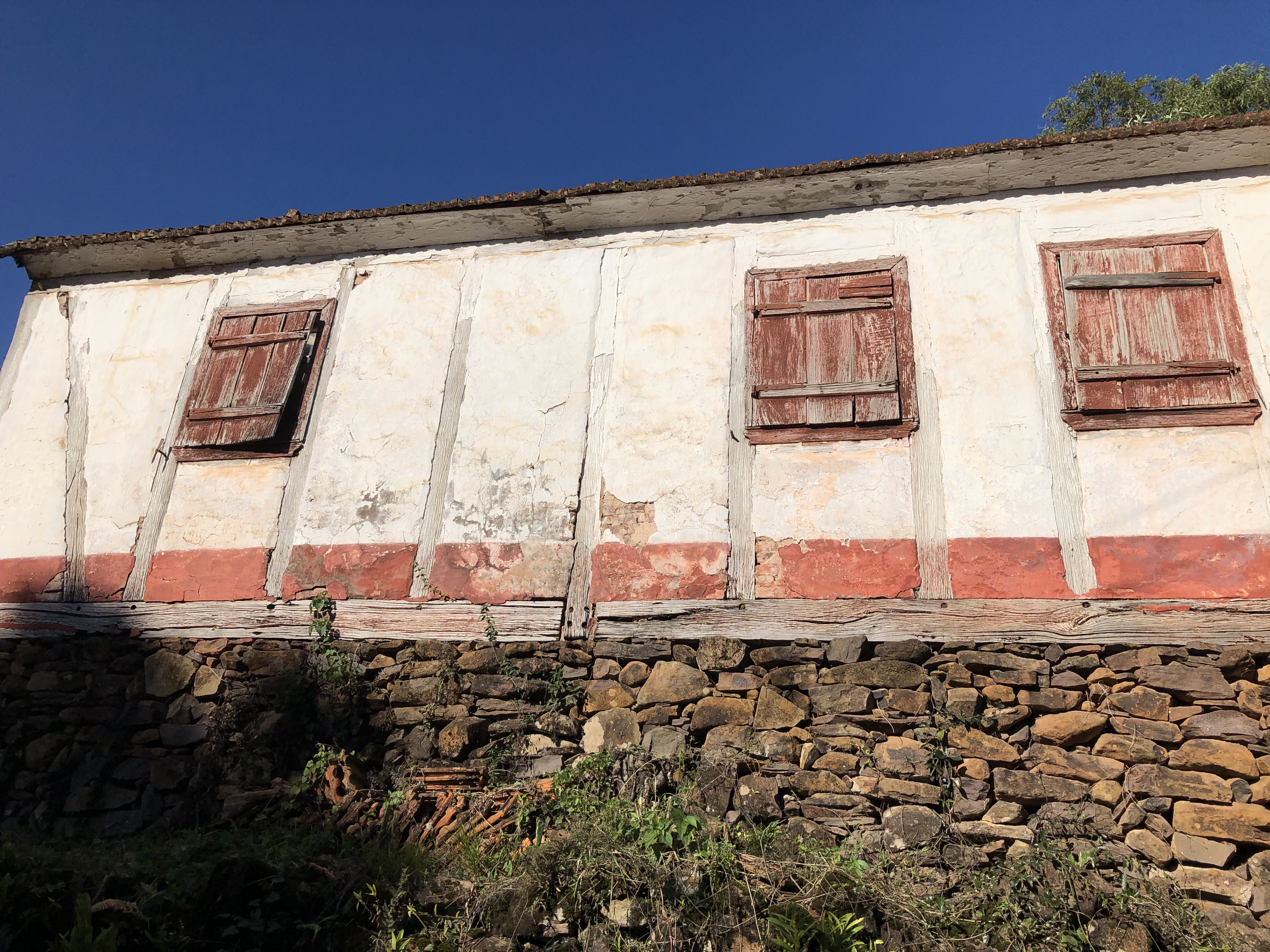
Detalhe de fachada em enxaimel.

A igreja católica da localidade foi lamentavelmente danificada, sendo demolido o prédio original e, no início de 2009, reconstruído em forma de imitação histórica ampliada. A torre é posterior ao corpo original da igreja, teria sido construída em 1962, segundo inscrição no próprio prédio, e foi preservada durante a reforma. No local existe um cemitério católico e um protestante de confissão luterana, onde é possível encontrar lápides dos descendentes dos primeiros colonizadores, esculpidas em pedra grês. Também é possível encontrar algumas casas construídas em técnica enxaimel, embora não estejam protegidas pelo poder público.[carece de fontes?]